# Marek Boháč
Marek Boháč (* 31. října 1988 Praha) je bývalý český profesionální fotbalový brankář, který naposledy chytal v českém klubu FK Pardubice, v jehož dresu ukončil v srpnu 2022 svoji kariéru.

## Klubová kariéra
Svoji fotbalovou kariéru začal ve Slavii Praha. V roce 2009 přestoupil do Viktorie Žižkov, kde kromě hostování v Graffinu Vlašimi působil do konce podzimní části ročníku 2013/14. Následně přestoupil do Příbrami, odkud odešel obratem na hostování do Vlašimi. V létě 2014 se vrátil zpět do Příbrami. V lednu 2020 přestoupil z Příbrami do Pardubic, kde o půl roku později oslavil postup do FORTUNA:LIGY.